# Sankt Petersburger Herold
Der St. Petersburger Herold war eine deutschsprachige Onlinezeitung aus Sankt Petersburg, die von 2008 bis 2022 bestand.

## Geschichte
1991 gründete sich die deutschsprachige St. Petersburgische Zeitung. Sie kooperierte seit 2005 mit dem Onlinemedium Russland Aktuell.
Anfang 2008 trennte sich die Onlineausgabe von der Printzeitung und benannte sich Sankt Petersburger Herold, nach der gleichnamigen deutschsprachigen Zeitung St. Petersburger Herold, die zwischen 1871 und 1914 erschienen war.
Die St. Petersburgische Zeitung eröffnete dafür eine neue Internetseite.
Anfang 2009 begründete der Sankt Petersburger Herold eine Medienpartnerschaft mit der überregionalen Internetzeitung Russland.ru, die zuvor ebenfalls mit der Nachrichtenagentur rUFO, dem Betreiber von Russland Aktuell zusammengearbeitet hatte. Im Rahmen der Partnerschaft tauschten beide Zeitungen ihre Inhalte aus. Ab 2010 erschien der Herold monatlich auch wieder in gedruckter Form und war somit, wie in der Zarenzeit, direkter Konkurrent der St. Petersburgischen Zeitung. Die Printausgabe wurde bereits vor der Ende der Onlinezeitung wieder eingestellt.
Der Sankt Petersburger Herold existierte noch einige Jahre weiter als reine Onlinezeitung mit unregelmäßigen News-Veröffentlichungen. Sie berichtete über Neuigkeiten aus St. Petersburg in deutscher Sprache. 2022 ging die Zeitung offline und hat ihr Erscheinen eingestellt.